# T.M. Aluko
Timothy Mofolorunso Aluko (n. 14 iunie 1918, d. 2 mai 2010) a fost un scriitor nigerian de limbă engleză, ale cărui romane și povestiri scurte tratează problema schimbărilor sociale și culturale ale Africii moderne, a conflictelor dintre comunitatea sătească tradițională și tinerii reprezentanți a intelectualității, utilizând adesea mijloacele satirei și umorului.

## Opera
- 1959: Un bărbat, o femeie ("One Man, One Wife");
- 1964: Un bărbat, un hangar ("One Man, One Matchet");
- 1970: Venerabilul ministru ("Chief the Honourable Minister").

Aluko a fost colaborator la publicația West African Review.